# Burg Diedenshausen
Die Burg Diedenshausen ist eine abgegangene mittelalterliche Spornburg im jetzigen Ortsteil Diedenshausen der Stadt Bad Berleburg im Kreis Siegen-Wittgenstein in Nordrhein-Westfalen.

## Lage
Die Burg lag auf einem 480 m ü. NN hohen Felssporn oberhalb des alten Dorfkernes im Bereich der heutigen Kapelle, welche anfänglich Teil der Burganlage gewesen ist.

## Geschichte
Erbaut wurde die Burg um 1150. Erstmals urkundlich erwähnt im Jahr 1194. Ritter Godebert von Diedenshausen wird in einer Mainzer Urkunde genannt. 1274 tritt ein Nachfahre Godeberts – Gerlach von Diedenshausen – in den Deutschen Orden ein. Mit dem Aussterben des Rittergeschlechts um das Jahr 1400 werden Dorf und Burganlage wüst. Bei der Wiederbesiedelung des Dorfes um das Jahr 1500 hatte die mittlerweile verfallene Burganlage keine Bedeutung mehr und wurde nicht wieder aufgebaut.
Bei Renovierungsarbeiten der Kapelle und dem angrenzenden Friedhof sind Mauerreste der alten Burg gefunden worden.